# Bade Ghulam Ali Khan
Ustad Bade Ghulam Ali Khan (2 avril 1902 – 23 avril 1968) était un chanteur et une figure marquante de la musique indienne.
Comparé à Tansen, son style mélodieux et enthousiaste était le résultat de l'apport de plusieurs écoles (gharânâ) : celle de  Patiala dont il était le chef de file, mais aussi celles de Jaipur ou Gwâlior.
Défenseur du thumri et du khyal, il fut un interprète traditionnel de la musique hindoustanie et sa seule innovation était l'approche modulante des notes avec sa voix grave. Il commença sa carrière à Calcutta en 1938, puis à la All India Music Conference de Bombay en 1944. 